# Коварі
{{#ifeq:0|0|{{#if:|{{#if:Dasyuroidesbyrnei|[[]}}|}}}}
Коварі, або Гребнехвостий сумчастий щур (Dasyuroides byrnei) — представник родини кволових.

## Етимологія
Назва роду походить від Dasyurus і грец. είδες —"-видий". Вид названо на честь П. М. Бірна (англ. Byrne), який приніс зразок Спенсеру під час Експедиції Горна до центральної Австралії у 1894 році.

## Опис
Морфометрія. Довжина голови й тіла: 135–182 мм, хвоста: 110–140 см, вага: 70–140 г, самці приблизно на 30 грамів важчі.
Зовнішність. Вперше йому дав опис вчений В.Спенсер у 1896 році. Спина та боки попелясто-сірі з легким рудуватим відтінком. Нижні частини тіла кремово-білі, лапи білі. Менше половини хвоста від його основи руді, решта густо вкрита довгим чорним волоссям, що формує помітні нижній і верхній гребені. Хвіст товстий, завдяки накопиченому жиру. М'яке густе хутро складається головним чином з підшерстя і має мало остьового волосся. Будова тіла сильна, міцна. Задні ступні дуже вузькі й не мають першого пальця. Підошви вкриті волоссям. Сумка розвинута так, щоб приховати малюків повністю. Зазвичай є шість (від 5 до 7) молочних залоз.

## Спосіб життя
Полюбляє піщані та напівпіщані пустелі й напівпустелі. Може забиратися на скелі. Веде нічний спосіб життя. Вдень ховається у норах, які риє в землі. Живе поодинці або невеличкими групами. Харчується комахами, павуками, деякими безхребетними, інколи дрібними ящірками та пташенятами.
Спарюється у травні-червні. Вагітність триває 32 дня. Народжується у D. byrnei — 5–6 дитинчат. У природному середовищі живе до 6 років. Один полонений жив 7 років і 9 місяців. Каріотип: 2n=14.

## Ареал
Цей представник хижих сумчастих мешкає в районі озера Ейр — на північному сході Південної Австралії та у південно-західній частині штату Квінсленд. Він є ендеміком Австралії.